# مارتا (تنسی)
مارتا (به انگلیسی: Martha) یک منطقهٔ مسکونی در ایالات متحده آمریکا است که در شهرستان ویلسون، تنسی واقع شده‌است. مارتا ۱۵۸ متر بالاتر از سطح دریا واقع شده‌است.